# Usine de Pierrefonds
L'usine de Pierrefonds est une usine sucrière désaffectée de l'île de La Réunion, département d'outre-mer français dans le sud-ouest de l'océan Indien. Située à Pierrefonds, sur le territoire communal de Saint-Pierre, elle est inscrite en totalité à l'inventaire supplémentaire des Monuments historiques depuis le 22 octobre 1998, ainsi que son terrain d’assiette,.
En 2022, elle figure dans la liste des sites sélectionnés par la Mission patrimoine pour bénéficier du loto du patrimoine.

## Galerie

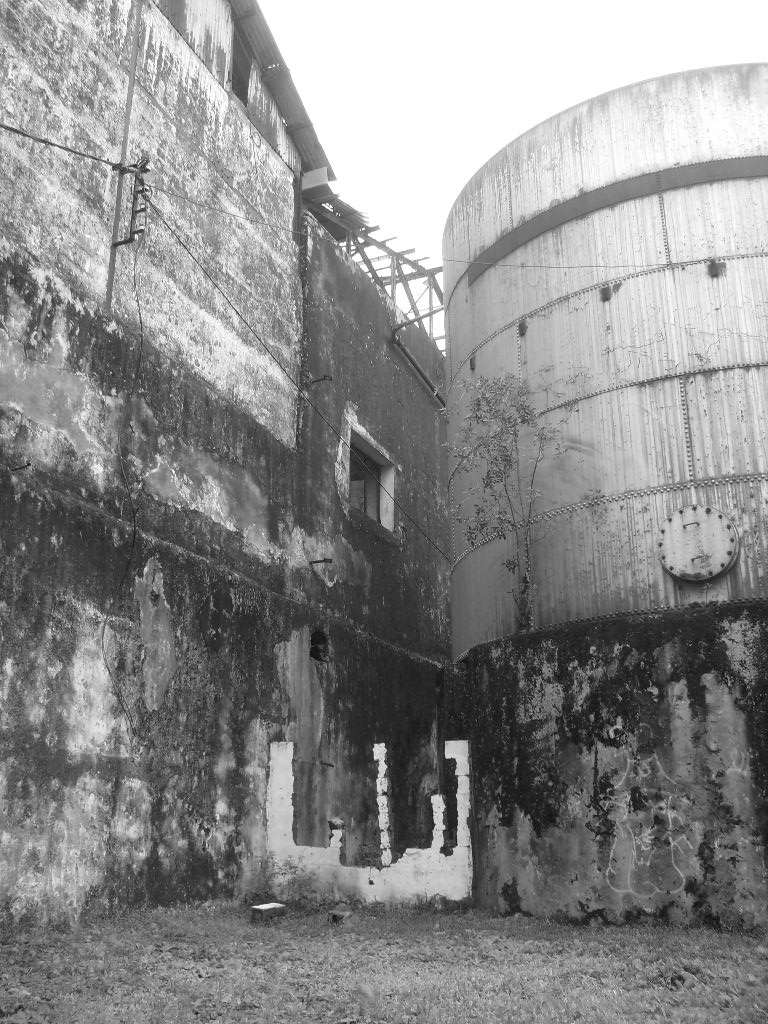
En 2012
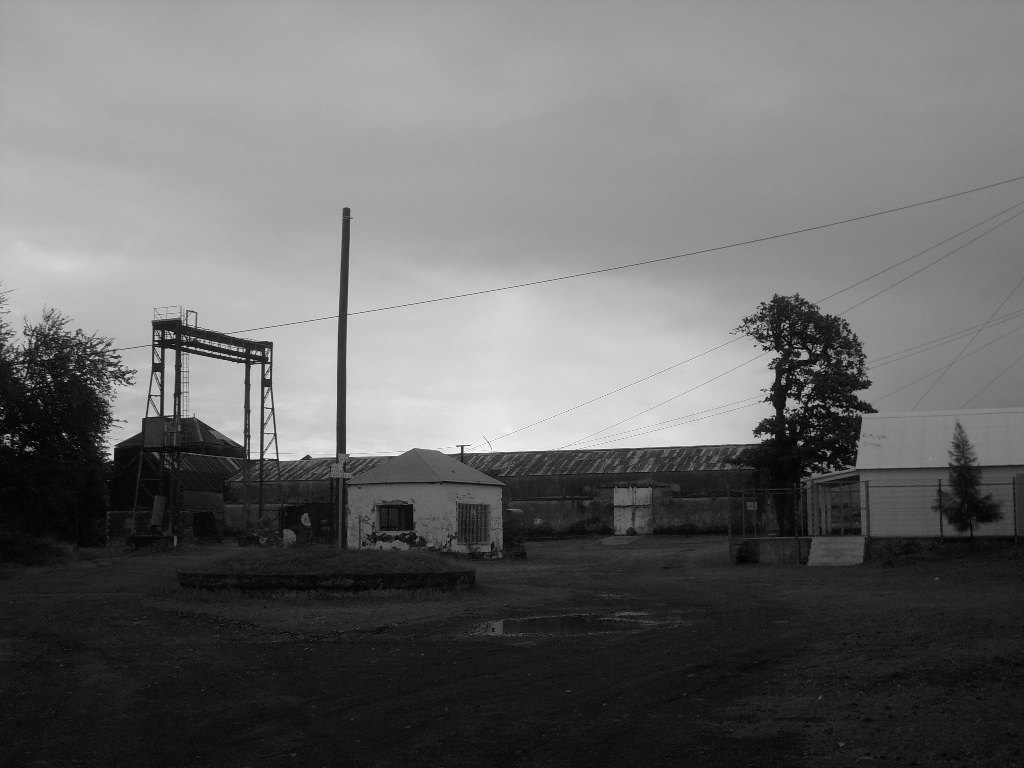
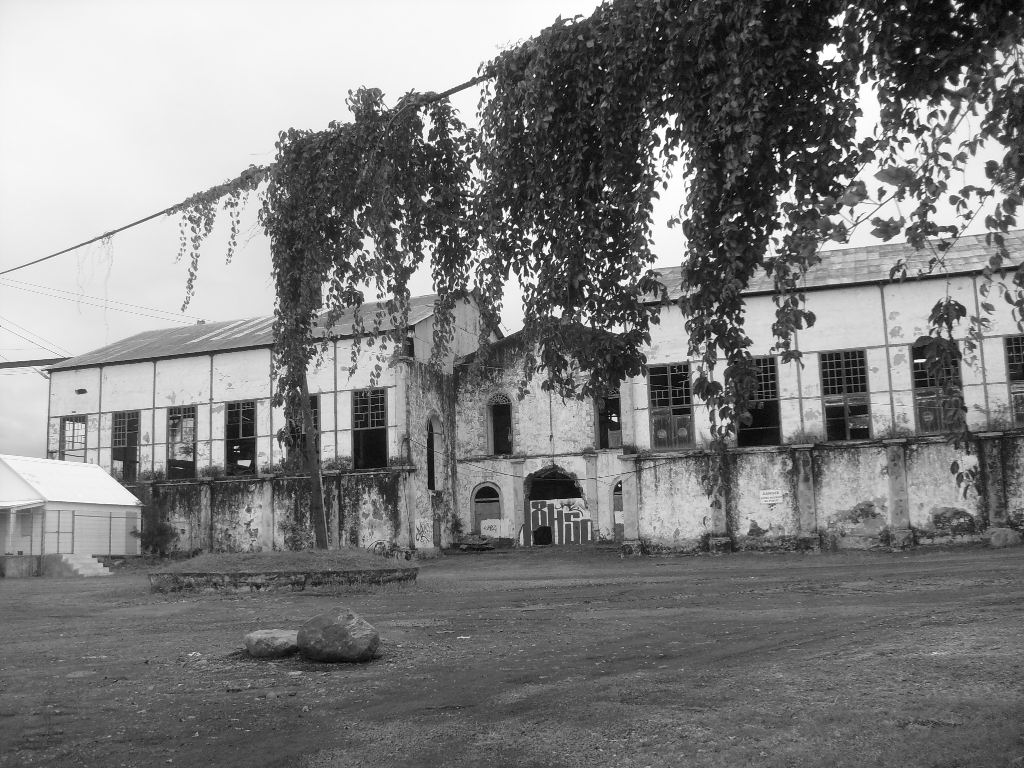